# Radio Minustah
Radio Minustah est la station de radio de la Mission des Nations unies pour la stabilisation en Haïti (Minustah). Affectée par le séisme de janvier 2010, elle bénéficie de l'aide technique de Radio France et redémarre le 18 janvier 2010,,.